# João de Barros Braga
João de Barros Braga (Capitania de Pernambuco, aproximadamente 1660-  Vale do Jaguaribe, 1743) foi um militar, administrador colonial português, combatente das populações indígenas e Governador (Capitão-mor) e da Capitania do Rio Grande.

## Atuação militar e política inicial
Era filho de Antônio de Barros. Nasceu em Pernambuco, no final do século XVII, após a expulsão dos holandeses. Tornou-se ajudante militar, Capitão do Terço da Bahia e participou de numerosas campanhas contra grupos indígenas no vale do rio Jaguaribe durante as chamadas "Guerras dos bárbaros", estabelecendo-se nas terras daquela ribeira como seu "conquistador" e Coronel no Ceará e no Rio Grande do Norte. 
Depois de lutar pela Coroa Portuguesa por mais de três décadas, obteve onze sesmarias, com grandes concessões de terra e se tornou um forte proprietário rural. O nome de João de Barros Braga aparece pela primeira vez em 1700 recebendo uma sesmaria no Jaguaribe e em 1701 já figura como um dos membros da Câmara na Vila de São José de Ribamar, primeira capital do Ceará. Segundo Antonio Bezerra, João de Barros Braga era pernambucano, residiu em Aquiraz e em Cascavel, tendo falecido em 1743.
Em 1696, auxiliou o padre João da Costa na fundação da aldeia de Nossa Senhora Madre de Deus, onde foram aldeados índios Paiacu e, em 1698, foi responsável "sem sellario [salário] ou estipendio" pela reforma da "Fortaleza de Jaguaribe" e pela reedificação da "plataforma e quartéis" da Fortaleza de Nossa Senhora da Assunção (antigo Forte Schoonemborch construído em madeira pelos holandeses). Era um homem abastado, investiu e apoiou os jesuítas e os colonos da região; levantou arraiais, combateu muitos índios revoltosos e doou mantimentos para os aldeados. Em 1724, teve seu nome indicado na lista tríplice para o cargo de Capitão-mor do Ceará, mas Manuel Francês foi reconduzido.

## Governo do Rio Grande do Norte
Pela autoria da limpeza étnica contra os indígenas no Jaguaribe, foi nomeado governador geral da capitania do Rio Grande do Norte em 1730. Dentre os feitos de seu governo, o Coronel Barros Braga solicitou a construção de quarteis de barro e madeira na cidade de Natal (03 de junho de 1733), até então inexistentes para alojar as forças militares. Também criou o primeiro cargo de Professor de Latim (21 de julho de 1731), coordenou o orçamento para a construção da Capela da Fortaleza dos Santos Reis (1732) e concedeu terras para a fundação do sítio de Pau dos Ferros. 
Outra polêmica, segundo Câmara Cascudo, foi a ação do Coronel de informar ao Rei que os mulatos e mamelucos deviam ser dispensados dos serviços da república por “haverem muitos homens brancos que podiam servir” (carta regia de 1º de setembro de 1732). Era conhecido por ser "implacável" contra indígenas revoltados, considerados selvagens.
Durante seu governo, sentenciou à morte, sem julgamento prévio, um índio tapuia que havia matado um dos colonos. Em razão da polêmica, o Governador de Pernambuco e o Ouvidor da Paraíba denunciaram o fato e o Capitão João de Barros Braga foi sentenciado à prisão pela Relação da Bahia. No entanto, o Rei de Portugal o perdoou e o advertiu de que tal atitude não poderia ser realizada por não ser de competência do Capitão. 
O Coronel João de Barros Braga esteve nas funções do cargo, até 20 de outubro de 1734. O Senado da Câmara do Natal, terminando Barros Braga seu governo, pediu ao Rei sua recondução no posto. Não houve deferimento. Assim, ele retornou às suas propriedades na ribeira do Jaguaribe, onde veio a falecer em 1743.